# Дискёве, Сюзанна
Сюзанна Дискёве, или Сюзанна Дискёв (Suzanne Diskeuve), — бельгийская фигуристка, бронзовый призёр чемпионата мира 1947 года, бронзовый призёр чемпионата Европы 1947 года в парном катании.
Сюзанна Дискёве выступала вместе с Эдмоном Вербюстелем.

## Спортивные достижения
| Соревнования      | 1947 |
| ----------------- | ---- |
| Чемпионаты мира   | 3    |
| Чемпионаты Европы | 3    |